# EN310
A EN310 é uma estrada nacional que integra a rede nacional de estradas de Portugal.
A estrada nacional EN310 liga a localidade de Póvoa de Lanhoso a Santo Tirso, mais especificamente ao entroncamento da EN 105, cruzando-se com a EN 206 perto de Guimarães.